# Дурдымурадов, Керим Хаджиевич
Керим Хаджиевич Дурдымурадов (туркм. Kerim Hajyýewiç Durdymyradow) — туркменский государственный деятель.

## Биография
Родился в 1964 году в Ашхабаде.
Образование высшее. В 1986 году окончил Туркменский государственный университет имени Махтумкули.
1986—1992 — математик, инженер-программист, заведующиq отделом по разработке автоматизированных систем Республиканского хозрасчетного вузовского центра при ТГУ.
1992 — специалист расчётного центра Абаданского филиала Государственного акционерно-коммерческого банка «Туркменбаши».
1992—2001 — на различных инженерных должностях в Центральном банке Туркменистана.
2001—2003 — начальник управления автоматизации Акционерно-коммерческого банка «Гарашсызлык».
2003—2005 — начальник управления автоматизации и программирования Министерства экономики и финансов Туркменистана.
2005—2007 — заместитель директора и представитель фонда, директор хозяйственного общества «Акойли» Международного фонда Сапармурада Туркменбаши.
2007 — директор производственного предприятия «Акойли» ассоциации «Туркменгаллаонумлери».
2008 — начальник управления компьютерных технологий и информаций Министерства экономики и финансов Туркменистана.
2008—2013 — заведующий сектором изучения и внедрения передового мирового опыта отдела строительства и внедрения передового опыта Кабинета министров Туркменистана.
20.09.2013 — 04.03.2016 — председатель Государственного комитета Туркменистана по туризму.
04.03.2016 — 08.12.2017 — председатель Главной государственной службы «Туркменстандартлары».
08.12.2017 — 26.01.2018 министр промышленности Туркменистана.
С 26.01.2018 года – заместитель Председателя Кабинета Министров Туркменистана>.

## Награды и звания
- медаль «Magtymguly Pyragy»
- юбилейная медаль «Garașsyz, Baky Bitarap Turkmenistan»
- юбилейная медаль «Türkmenistanyn Garașsyzlygynyn 25 yyllygyna»

## Варианты транскрипции отчества и фамилии
- Фамилия: Дурдымырадов
- Имя:     Керим
- Отчество: Хаджыевич